# Katherine Maher
Katherine Maher (ur. 18 kwietnia 1983) – amerykańska specjalistka z zakresu komunikacji i Internetu, menedżerka, dyrektorka wykonawcza Wikimedia Foundation (WMF) w latach 2016–2021. Wcześniej pracowała na rzecz wolności słowa, dostępu do informacji i praw cyfrowych.

## Życiorys
Pracowała w UNICEF, National Democratic Institute for International Affairs i w Banku Światowym. Bezpośrednio przed przejściem do WMF pracowała w Access, międzynarodowej organizacji działającej w obszarze praw cyfrowych, gdzie była odpowiedzialna za komunikację z mediami oraz za komunikację między 350 tys. członkami Access. Zajmowała się także globalnymi zagrożeniami dla praw cyfrowych oraz opracowywaniem strategii Access. Ponadto była zaangażowana w organizację RightsCon, serii konferencji poświęconej wolnemu i otwartemu internetowi wspierającemu prawa cyfrowe i wolność słowa.
Od marca 2014 do marca 2016 była szefową działu komunikacji w Wikimedia Foundation. Została zatrudniona na tym stanowisku ze względu na „doświadczenie w orędownictwie na rzecz praw zwykłych użytkowników Internetu i zaangażowanie w dużej międzynarodowej społeczności”. Następnie, do czerwca 2016, piastowała stanowisko p.o. dyrektor wykonawczej WMF, które objęła po rezygnacji Lili Tretikov. Kierowała konsultacjami w sprawie utworzenia wieloletniej strategii Wikimedia. 4 lutego 2021 roku ogłosiła swoją rezygnację z pracy.
Maher współpracuje z Truman National Security Project i Atlantic Council, jest członkinią rady doradczej przy Open Technology Fund i członkinią zarządu Sunlight Foundation.